# Ansonia latidisca
Espèce
Statut de conservation UICN

 EN B1ab(iii)+2ab(iii) : En danger
Ansonia latidisca est une espèce d'amphibiens de la famille des Bufonidae.

## Répartition
Cette espèce est endémique de l'Ouest de l'île de Bornéo. Elle se rencontre :
- sur le mont Damus dans le kabupaten de Sambas au Kalimantan occidental en Indonésie ;
- sur le mont Penrissen dans l'ouest de l'État du Sarawak en Malaisie.

## Description
Les mâles mesurent jusqu'à 35 mm et les femelles jusqu'à 55 mm.

## Publication originale
- Inger, 1966 : The systematics and zoogeography of the amphibia of Borneo. Fieldiana, Zoology, vol. 52, p. 1–402 (texte intégral).